# جيم بيجلي
جيم بيجلي (بالإنجليزية: Jim Begley)‏ هو لاعب كرة قاعدة أمريكي، ولد في 19 سبتمبر 1902 في سان فرانسيسكو في الولايات المتحدة، وتوفي بنفس المكان في 22 فبراير 1957.